# 더스틴 랜스 블랙

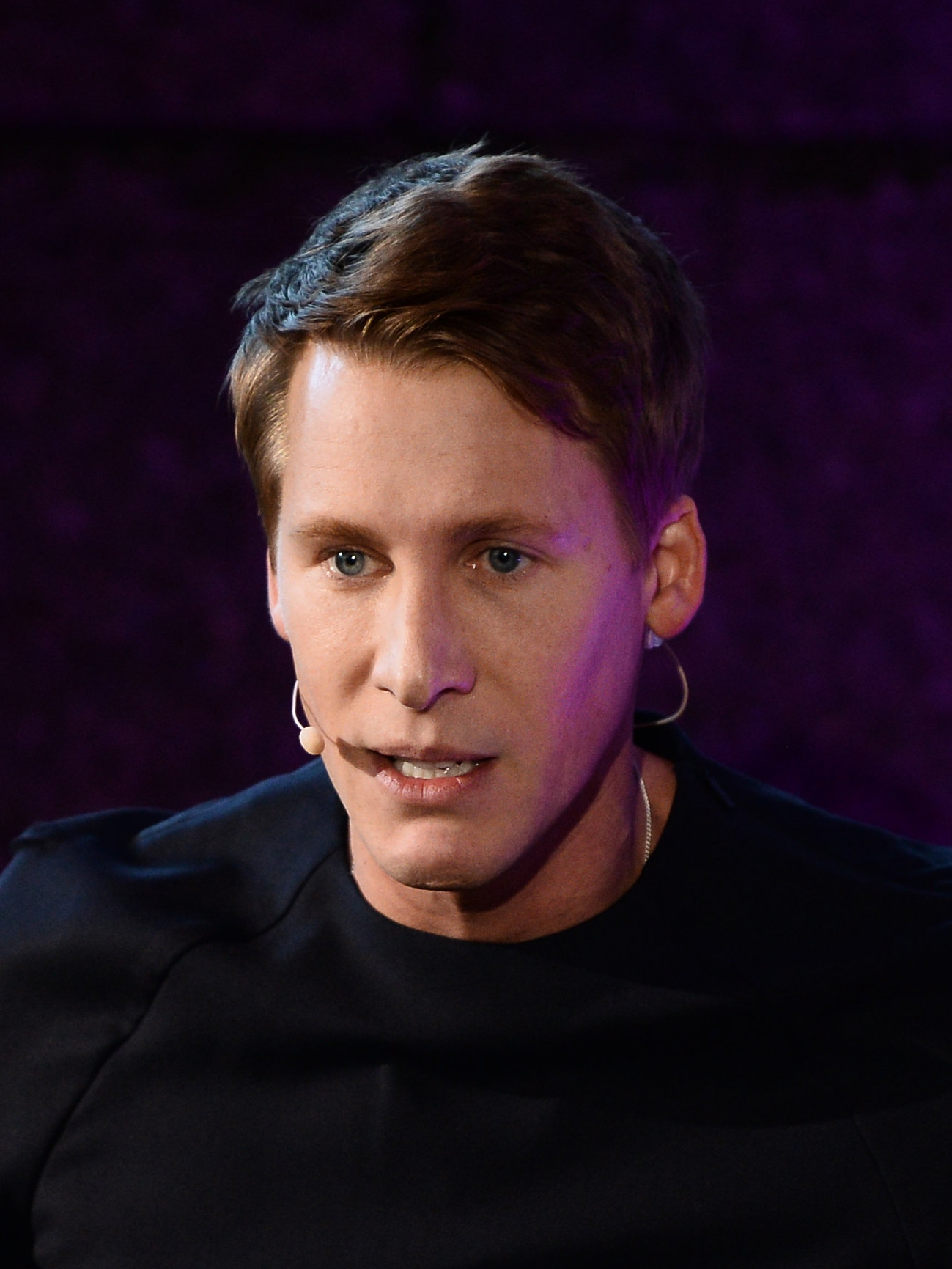
더스틴 랜스 블랙

더스틴 랜스 블랙(Dustin Lance Black, 1974년 6월 10일 ~ )은 미국의 각본가, 영화 감독, 프로듀서이다. 드라마 《빅 러브》로 미국 작가 조합상을 두 번 수상했으며, 2008년 영화 《밀크》로 아카데미 각본상을 수상하였다.